# Liste des cathédrales des Pouilles
Cet article recense les cathédrales des Pouilles en Italie.

## Généralités
La totalité des cathédrales érigées dans les Pouilles sont des édifices de l'Église catholique. Administrativement, la région est sous la juridiction de la région ecclésiastique des Pouilles, soit huit archidiocèses (Bari-Bitonto, Brindisi-Ostuni, Foggia-Bovino, Lecce, Manfredonia-Vieste-San Giovanni Rotondo, Otrante, Tarente et Trani-Barletta-Bisceglie) et onze diocèses (Altamura-Gravina-Acquaviva delle Fonti, Andria, Castellaneta, Cerignola-Ascoli Satriano, Conversano-Monopoli, Lucera-Troia, Molfetta-Ruvo-Giovinazzo-Terlizzi, Nardò-Gallipoli, Oria, San Severo et Ugento-Santa Maria di Leuca).
Au total, la région compte dix-neuf cathédrales et dix-huit cocathédrales. On y dénombre également plusieurs anciennes cathédrales : édifices qui ont par le passé accueilli le siège d'un évéché avant de le perdre.

## Liste

### Cathédrales
| Édifice                                     | Commune      | Province              | Diocèse                                 | Notes             | Coordonnées                       | Illus. |
| ------------------------------------------- | ------------ | --------------------- | --------------------------------------- | ----------------- | --------------------------------- | ------ |
| Notre-Dame-de-l'Assomption                  | Altamura     | Bari                  | Altamura-Gravina-Acquaviva delle Fonti  |                   | 40° 49′ 39″ nord, 16° 33′ 10″ est |        |
| Saint-Sabin                                 | Bari         | Bari                  | Bari-Bitonto                            | Basilique mineure | 41° 07′ 43″ nord, 16° 52′ 08″ est |        |
| Notre-Dame-de-l'Assomption                  | Conversano   | Bari                  | Conversano-Monopoli                     | Basilique mineure | 40° 58′ 06″ nord, 17° 06′ 53″ est |        |
| Notre-Dame-de-l'Assomption                  | Molfetta     | Bari                  | Molfetta-Ruvo-Giovinazzo-Terlizzi       |                   | 41° 12′ 15″ nord, 16° 35′ 59″ est |        |
| Notre-Dame-de-l'Assomption                  | Andria       | Barletta-Andria-Trani | Andria                                  |                   | 41° 13′ 33″ nord, 16° 17′ 44″ est |        |
| Notre-Dame-de-l'Assomption-et-Saint-Laurent | Trani        | Barletta-Andria-Trani | Trani-Barletta-Bisceglie                | Basilique mineure | 41° 16′ 56″ nord, 16° 25′ 07″ est |        |
| Visitation-et-Saint-Jean-Baptiste           | Brindisi     | Brindisi              | Brindisi-Ostuni                         | Basilique mineure | 40° 38′ 25″ nord, 17° 56′ 45″ est |        |
| Notre-Dame-de-l'Assomption                  | Oria         | Brindisi              | Oria                                    | Basilique mineure | 40° 29′ 52″ nord, 17° 38′ 33″ est |        |
| Saint-Pierre-Apôtre                         | Cerignola    | Foggia                | Cerignola-Ascoli Satriano               | Basilique mineure | 41° 15′ 53″ nord, 15° 53′ 59″ est |        |
| Notre-Dame-de-l'Assomption                  | Foggia       | Foggia                | Foggia-Bovino                           | Basilique mineure | 41° 27′ 49″ nord, 15° 32′ 38″ est |        |
| Notre-Dame-de-l'Assomption                  | Lucera       | Foggia                | Lucera-Troia                            | Basilique mineure | 41° 30′ 29″ nord, 15° 20′ 06″ est |        |
| Saint-Laurent-de-Siponto                    | Manfredonia  | Foggia                | Manfredonia-Vieste-San Giovanni Rotondo |                   | 41° 37′ 46″ nord, 15° 55′ 02″ est |        |
| Notre-Dame-de-l'Assomption                  | San Severo   | Foggia                | San Severo                              |                   | 41° 41′ 07″ nord, 15° 22′ 49″ est |        |
| Notre-Dame-de-l'Assomption                  | Lecce        | Lecce                 | Lecce                                   |                   | 40° 21′ 06″ nord, 18° 10′ 10″ est |        |
| Notre-Dame-de-l'Assomption                  | Nardò        | Lecce                 | Nardò-Gallipoli                         | Basilique mineure | 40° 10′ 48″ nord, 18° 01′ 48″ est |        |
| Notre-Dame-de-l'Assomption                  | Otrante      | Lecce                 | Otrante                                 | Basilique mineure | 40° 08′ 45″ nord, 18° 29′ 28″ est |        |
| Notre-Dame-de-l'Assomption                  | Ugento       | Lecce                 | Ugento-Santa Maria di Leuca             |                   | 39° 55′ 44″ nord, 18° 09′ 46″ est |        |
| Saint-Nicolas                               | Castellaneta | Tarente               | Castellaneta                            |                   | 40° 37′ 45″ nord, 16° 56′ 27″ est |        |
| Saint-Catalde                               | Tarente      | Tarente               | Tarente                                 | Basilique mineure | 40° 28′ 34″ nord, 17° 13′ 43″ est |        |

### Cocathédrales
| Édifice                    | Commune               | Province              | Diocèse                                 | Notes             | Coordonnées                       | Illus. |
| -------------------------- | --------------------- | --------------------- | --------------------------------------- | ----------------- | --------------------------------- | ------ |
| Saint-Eustache             | Acquaviva delle Fonti | Bari                  | Altamura-Gravina-Acquaviva delle Fonti  |                   | 40° 53′ 48″ nord, 16° 50′ 30″ est |        |
| Notre-Dame-de-l'Assomption | Bitonto               | Bari                  | Bari-Bitonto                            |                   | 41° 06′ 23″ nord, 16° 41′ 24″ est |        |
| Notre-Dame-de-l'Assomption | Giovinazzo            | Bari                  | Molfetta-Ruvo-Giovinazzo-Terlizzi       |                   | 41° 11′ 23″ nord, 16° 40′ 25″ est |        |
| Notre-Dame-de-l'Assomption | Gravina in Puglia     | Bari                  | Altamura-Gravina-Acquaviva delle Fonti  | Basilique mineure | 40° 49′ 03″ nord, 16° 24′ 49″ est |        |
| Notre-Dame-de-la-Madia     | Monopoli              | Bari                  | Conversano-Monopoli                     | Basilique mineure | 40° 57′ 03″ nord, 17° 18′ 13″ est |        |
| Notre-Dame-de-l'Assomption | Ruvo di Puglia        | Bari                  | Molfetta-Ruvo-Giovinazzo-Terlizzi       |                   | 41° 07′ 01″ nord, 16° 29′ 11″ est |        |
| Saint-Michel-Archange      | Terlizzi              | Bari                  | Molfetta-Ruvo-Giovinazzo-Terlizzi       |                   | 41° 07′ 48″ nord, 16° 32′ 30″ est |        |
| Notre-Dame-de-Nazareth     | Barletta              | Barletta-Andria-Trani | Trani-Barletta-Bisceglie                |                   | 41° 19′ 14″ nord, 16° 16′ 57″ est |        |
| Sainte-Marie-Majeure       | Barletta              | Barletta-Andria-Trani | Trani-Barletta-Bisceglie                | Basilique mineure | 41° 19′ 14″ nord, 16° 17′ 10″ est |        |
| Saint-Pierre-Apôtre        | Bisceglie             | Barletta-Andria-Trani | Trani-Barletta-Bisceglie                | Basilique mineure | 41° 14′ 31″ nord, 16° 30′ 14″ est |        |
| Saint-Sabin (it)           | Canosa di Puglia      | Barletta-Andria-Trani | Trani-Barletta-Bisceglie                | Basilique mineure | 41° 13′ 23″ nord, 16° 03′ 59″ est |        |
| Notre-Dame-de-l'Assomption | Ostuni                | Brindisi              | Brindisi-Ostuni                         |                   | 40° 44′ 03″ nord, 17° 34′ 44″ est |        |
| Nativité-de-la-Vierge      | Ascoli Satriano       | Foggia                | Cerignola-Ascoli Satriano               |                   | 41° 12′ 22″ nord, 15° 33′ 40″ est |        |
| Notre-Dame-de-l'Assomption | Bovino                | Foggia                | Foggia-Bovino                           | Basilique mineure | 41° 15′ 05″ nord, 15° 20′ 27″ est |        |
| Notre-Dame-de-l'Assomption | Troia                 | Foggia                | Lucera-Troia                            | Basilique mineure | 41° 21′ 40″ nord, 15° 18′ 31″ est |        |
| Notre-Dame-de-l'Assomption | Vieste                | Foggia                | Manfredonia-Vieste-San Giovanni Rotondo | Basilique mineure | 41° 52′ 54″ nord, 16° 10′ 50″ est |        |
| Sainte-Agathe              | Gallipoli             | Lecce                 | Nardò-Gallipoli                         | Basilique mineure | 40° 03′ 17″ nord, 17° 58′ 34″ est |        |
| Grande-Mère-de-Dieu (it)   | Tarente               | Tarente               | Tarente                                 |                   | 40° 27′ 43″ nord, 17° 16′ 13″ est |        |

### Anciennes cathédrales
| Édifice                         | Commune          | Province              | Notes                                                                 | Coordonnées                       | Illus. |
| ------------------------------- | ---------------- | --------------------- | --------------------------------------------------------------------- | --------------------------------- | ------ |
| Saint-Michel-Archange (it)      | Bitetto          | Bari                  | Cathédrale de l'ancien diocèse de Bitetto (it)                        | 41° 02′ 27″ nord, 16° 44′ 55″ est |        |
| Saint-Conrad                    | Molfetta         | Bari                  |                                                                       | 41° 12′ 23″ nord, 16° 35′ 52″ est |        |
| Notre-Dame-de-l'Assomption      | Polignano a Mare | Bari                  | Cathédrale de l'ancien diocèse de Polignano (it) jusqu'en 1818        | 40° 59′ 46″ nord, 17° 13′ 10″ est |        |
| Notre-Dame-de-l'Assomption (it) | Minervino Murge  | Barletta-Andria-Trani | Cathédrale de l'ancien diocèse de Minervino (it) jusqu'en 1808        | 41° 05′ 21″ nord, 16° 04′ 47″ est |        |
| Saint-Sauveur (it)              | Alessano         | Lecce                 | Cathédrale de l'ancien diocèse d'Alessano (it) jusqu'en 1818          | 39° 53′ 23″ nord, 18° 19′ 54″ est |        |
| Notre-Dame-de-l'Annonciation    | Castro           | Lecce                 | Cathédrale de l'ancien diocèse de Castro di Puglia (it) jusqu'en 1818 | 40° 00′ 17″ nord, 18° 25′ 40″ est |        |
| Notre-Dame-de-l'Assomption (it) | Mottola          | Tarente               | Cathédrale de l'ancien diocèse de Mottola (it) jusqu'en 1818          | 40° 38′ 04″ nord, 17° 02′ 17″ est |        |